# 1540
سنة 1540 م كانت سنة كبيسة تبدأ يوم الخميس (الرابط يظهر نموذج التقويم الكامل للسنة) من التقويم اليولياني.

## أحداث
- تأسيس مدينة ابانكاي وتقع حاليا في بيرو.
- 25 أبريل: تأسيس مدينة أياكوتشو وتقع حاليا في بيرو.
- نهاية الحرب العثمانية - البندقية في 1540 والتي بدأت في 1537.
- أغلق سليمان القانوني باب الرحمة لمنع دخول المسيح اليهودي حسب الخرافات في ذلك الوقت.

## مواليد
- جون سيجسموند

## وفيات
- إدوارد دوق غيمارايش
- بارميجانينو
- توماس كرومويل
- جوس فان كليف
- خورخي أفونسو رسام برتغالي
- دويت الثاني
- روسو فيورينتينو
- غيوم بودي فيلسوف فرنسي
- فرانشيسكو غيتشارديني
- يانوش زابوليا